# Списък на народните представители от Седмото народно събрание
Това е списък на народните представители от VII народно събрание на Народна република България. Изборите за народно събрание са проведени на 30 май 1976 г. с избирателна активност от 99, 93 % Избрани са общо 400 народни представители.

## Списък
Народните представители са подредени по азбучен ред на окръзите:

### Благоевградски окръг
1. Александър Лилов
2. Магдалена Димитрова Барбутова
3. Владимир Иванов Христов
4. Борис Вапцаров
5. Владимир Сандев
6. Димитър Димитров
7. Никола Йосифов Самарджиев
8. Димитър Мазнейков
9. Елена Лагадинова
10. Иван Масларов
11. Крум Радонов
12. Петър Дюлгеров
13. Георги Менов
14. Елена Чавдарова Хасанова

### Бургаски окръг
1. Гриша Филипов
2. Радка Вълкова Михайлова
3. Секул Крумов
4. Златка Димитрова Станчева
5. Киряза Димитров Тодоров
6. Панайот Георгиев Яръмов
7. Стефан Кирилов Марков
8. Николай Жишев
9. Калина Николова Димитрова
10. Ибриям Мехмедов Чолакова
11. Мария Гелева Апостолова
12. Минчо Минчев
13. Гани Ганев[2]
14. Бранимир Орманов
15. Гиньо Ганев
16. Георги Андреев
17. Ангел Димитров Сираков
18. Марин Иванов Бахчеванов
19. Маргарит Спиров Маргаритов

### Варненски окръг
1. Каприел Каприелов
2. Демир Борачев
3. Иван Добрев
4. Стоян Михайлов
5. Людмила Живкова
6. Станка Неделчева Добрева
7. Атанас Маринов Славов
8. Марийка Славова Царева
9. Дико Фучеджиев
10. Тодор Стойчев
11. Анка Петрова Стоянова
12. Васил Цанов
13. Тодор Янакиев
14. Иван Калудов
15. Добри Иванов Георгиев
16. Атанас Петров Христов
17. Ангел Лазаров Василев
18. Халил Ахмедов Ибишев
19. Боян Трайков
20. Светослав Борисов Ненов

### Великотърновски окръг
1. Димитър Стоянов
2. Мако Даков
3. Миленка Ганчева Петкова
4. Михаил Стефанов Николов
5. Илия Радков
6. Петър Панайотов
7. Иван Вачков
8. Никола Василев Петков
9. Маринка Андреева Сапунджиева
10. Тодор Божинов
11. Никола Йорданов Николов
12. Стоян Караджов

### Габровски окръг
1. Трифон Пашов
2. Ирина Пенчева Стоянова
3. Митко Григоров
4. Христо Орловски
5. Тодорка Петрова Михайлова
6. Мария Ангелова Стойнова
7. Ненчо Станев
8. Семо Стефанов Семов

### Кърджалийски окръг
1. Огнян Дойнов
2. Младен Исаев
3. Методи Ангелов Арабаджийски
4. Надя Аспарухова (Найде Мехмедова Ферхадова)
5. Мердие Салиева Юсеинова
6. Кирил Клисурски
7. Димитър Гогов
8. Георги Петров
9. Васил Зикулов
10. Ангел Вакрилов Ангелов
11. Стамен Стаменов
12. Шериф Алиев Османов
13. Георги Атанасов
14. Давид Елазар
15. Първа Георгиева Цекова
16. Анастас Първанов
17. Христо Радев
18. Георги Ценов Първанов

### Пазарджишки окръг
1. Георги Иванов Сурлеков
2. Димитър Жулев
3. Димитър Стоянов Продански
4. Димитър Петков Пецанов
5. Радка Христова Шопова
6. Василка Иванова Кулкина
7. Цола Драгойчева
8. Костадин Димитров Атанасов
9. Милена Стамболийска
10. Димитър Методиев Христов
11. Георги Манев
12. Кирил Ангелов Арабаджийски
13. Димитър Дачев
14. Атанас Семерджиев

### Пернишки окръг
1. Екатерина Георгиева Милошева
2. Евгени Стефанов Гергинов
3. Станко Тодоров
4. Васил Василев Василев
5. Борис Йорданов Борисов
6. Борис Тодоров
7. Борис Манов
8. Славчо Трънски

### Плевенски окръг
1. Пеко Таков
2. Ангел Балевски
3. Карло Луканов
4. Параскева Иванова Коцева
5. Юлия Михайлова Грамова
6. Марко Петков Марков
7. Атанас Малеев
8. Ради Найденов
9. Сава Гановски
10. Борис Попов
11. Светла Василева Белелиева
12. Димитрина Добрева Русинова
13. Иван Бешев
14. Мирчо Спасов
15. Пенко Герганов
16. Петър Петров Цветков

### Пловдивски окръг
1. Димитър Стоилов
2. Дража Вълчева
3. Цоцо Цоцов
4. Тано Цолов
5. Ташо Щерев
6. Петър Георгиев
7. Катерина Павлова Алтънова
8. Иван Денков Попов
9. Рада Тодорова
10. Цветана Манева
11. Ангел Станев Кедиков
12. Минка Кирова Узунова
13. Богомил Райнов
14. Андрей Луканов
15. Ангел Велев
16. Вълко Георгиев Ковачев
17. Петър Венков Чемишанов
18. Петър Георгиев Христев
19. Благой Пенев
20. Димитър Аргиров
21. Гено Стойков
22. Иван Врачев
23. Минка Дечева Тодорова
24. Вера Спасова Стайкина
25. Желязко Колев
26. Георги Пирински
27. Мильо Николов Милев
28. Георги Караманев
29. Сотир Апостолов Сабахов
30. Димитър Карамуков
31. Атанас Димитров
32. Гюрга Ангелова Георгиева
33. Милко Йорданов Стоянов

### Разградски окръг
1. Георги Панков
2. Димитричка Гецова Димитрова
3. Милко Тарабанов
4. Христофор Иванов
5. Христо Радков
6. Хамди Мустафов Хюсеинов
7. Кирил Пеев Кирилов
8. Димитър Василев
9. Рухшен Мемишева Мехмедова

### Русенски окръг
1. Спас Коев Спасов
2. Стоян Тончев
3. Марий Иванов
4. Иванаки Иванов Басарбовски
5. Генчо Минчев Коларов
6. Стефан Пасев Русев
7. Ангел Бобоков
8. Мария Дишлиева
9. Димитър Братанов
10. Кръстю Тричков
11. Ангел Цветков
12. Борислав Шаралиев
13. Стамо Керезов
14. Надежда Ангелова Панайотова

### Силистренски окръг
1. Начо Папазов
2. Емил Йорданов Христов
3. Екатерина Маринова
4. Лазар Иванов Ралчев
5. Павел Матев
6. Джевдет Али Чаушев
7. Александър Атанасов Чолаков
8. Георги Кардашев

### Сливенски окръг
1. Павлина Симеонова Минчева
2. Величко Петров
3. Марян Стойков
4. Георги Джагаров
5. Николай Иванов
6. Георги Добрев Данчев
7. Тенчо Папазов
8. Слав Иванов Ковачев
9. Любомир Стефанов Дренски
10. Александър Митев
11. Младен Христов Костов

### Смолянски окръг
1. Кирил Зарев
2. Димитър Димитров
3. Илия Райчев Станчев
4. Григор Шопов
5. Бисера Стоянова Бурдева
6. Величко Караджов
7. Величка Димитрова Учикова
8. Никола Лалчев

### Град София
1. Тодор Павлов
2. Благовест Сендов
3. Христо Радевски
4. Евгени Матеев
5. Христо Добрев
6. Раденко Григоров
7. Павел Вежинов
8. Здравко Велев
9. Илия Петков Млечков
10. Светлин Русев
11. Георги Йорданов
12. Асен Павлов
13. Найда Манчева
14. Ради Кузманов
15. Стефан Рангелов
16. Тодор Живков
17. Бойчо Щерянов
18. Генко Цветков Генков
19. Пенчо Костурков
20. Ангел Димитров
21. Петрана Петрова Маринова
22. Велко Палин
23. Рубен Леви
24. Пантелей Зарев
25. Радой Попиванов
26. Венко Марковски
27. Иван Филипов Койчев
28. Иван Панев
29. Маргарита Дупаринова
30. Борис Велчев
31. Давид Младенов
32. Делчо Чолаков
33. Йордан Анастасов Константинов[3]
34. Ангел Запрянов
35. Владимир Топенчаров
36. Владимир Стойчев
37. Снежана Павлова Илиева
38. Милко Балев
39. Георги Караславов
40. Александър Райчев
41. Рая Гичева
42. Борис Карамфилов
43. Боян Първанов
44. Никола Манолов
45. Стоян Стоименов
46. Тодор Иванов
47. Железан Райков Железанов
48. Филип Филипов
49. Кирил Лазаров

### Толбухински окръг
1. Любен Стефанов
2. Параскева Димитрова Андреева
3. Боян Кирилов Йорданов
4. Валентина Русимова Василева
5. Никола Матев
6. Ярослав Радев
7. Николай Дюлгеров
8. Добри Джуров
9. Кръстю Петров Стоянов
10. Тончо Чакъров
11. Андрей Гуляшки
12. Кирил Игнатов
13. Кънчо Милтиядев Кънчев
14. Велико Георгиев Желев
15. Вълкан Шопов
16. Кольо Кънев
17. Али Исмаилов Ахмедов
18. Алекси Иванов

### Търговищки окръг
1. Сава Дълбоков
2. Ангел Стефанов Тодоров
3. Янка Нейкова Мирчева
4. Георги Ангелов Карамфилов
5. Цонка Гатева Христова
6. Мильо Грозев Василев
7. Камен Калинов (Фахредин Хюсеинов Халилов)
8. Шабан Хабилов Мехмедов

### Хасковски окръг
1. Господин Корцанов
2. Петър Танчев
3. Милка Георгиева Ангелова
4. Мирчо Стойков
5. Наска Илиева Андреева
6. Мишо Мишев
7. Борис Спасов
8. Тодорка Илиева Китева
9. Васил Колев Пасев
10. Точо Атанасов Точев
11. Ангел Чаушев
12. Пандо Ванчев
13. Стоян Жулев

### Шуменски окръг
1. Васил Вачков
2. Пенчо Кубадински
3. Денка Лазарова Кузманова
4. Димитър Гундов
5. Иринка Ангелова Найденова
6. Баки Османов Кьосев
7. Мехмед Салиев Шерифов
8. Крум Василев
9. Върбан Христов Чаков
10. Бойчо Иванов
11. Иван Драгоев
12. Белчо Белчев

### Ямболски окръг
1. Христо Георгиев
2. Живко Живков
3. Йорданка Димитрова Марова
4. Коста Стоянов Жечев
5. Илия Стоянов Въртигоров
6. Димка Димитрова Тодорова
7. Иван Куршумов
8. Стоян Сюлемезов
9. Славчо Радомирски
10. Георги Стоилов